# Héming
Héming (deutsch Heming, 1940–44 Hemingen) ist eine französische Gemeinde mit 495 Einwohnern (Stand 1. Januar 2022) im Département Moselle in der Region Grand Est (bis 2015 Lothringen). Sie gehört zum Arrondissement Sarrebourg-Château-Salins.

## Geografie
Die Gemeinde Héming liegt am Rhein-Marne-Kanal und seinem begleitenden Bach Gondrexange, etwa 8 Kilometer südwestlich von Sarrebourg auf einer Höhe zwischen 255 und 322 Meter über dem Meeresspiegel. Das Gemeindegebiet umfasst 3,69 Quadratkilometer.

## Geschichte
Der Ort wurde 1178 erstmals als Emmingen erwähnt (1267: Helmingen, 1672: Heimingen).
Durch die Bestimmungen im Friede von Vincennes kam Héming 1661 zu Frankreich.

### Bevölkerungsentwicklung
| Jahr      | 1962 | 1968 | 1975 | 1982 | 1990 | 1999 | 2007 | 2019 |
| Einwohner | 566  | 581  | 494  | 506  | 452  | 458  | 484  | 496  |

## Wirtschaft und Infrastruktur

### Verkehr
Héming verfügt über einen im Personenverkehr nicht mehr bedienten Bahnhof an der Bahnstrecke Paris–Strasbourg. Das Gemeindegebiet wird ferner von der Route nationale 4 durchquert.

### Wirtschaft
Zwischen Bahnstrecke und Kanal befindet sich ein Zementwerk der Firma Eqiom, einer Tochtergesellschaft der irischen Cement Roadstone Holding.

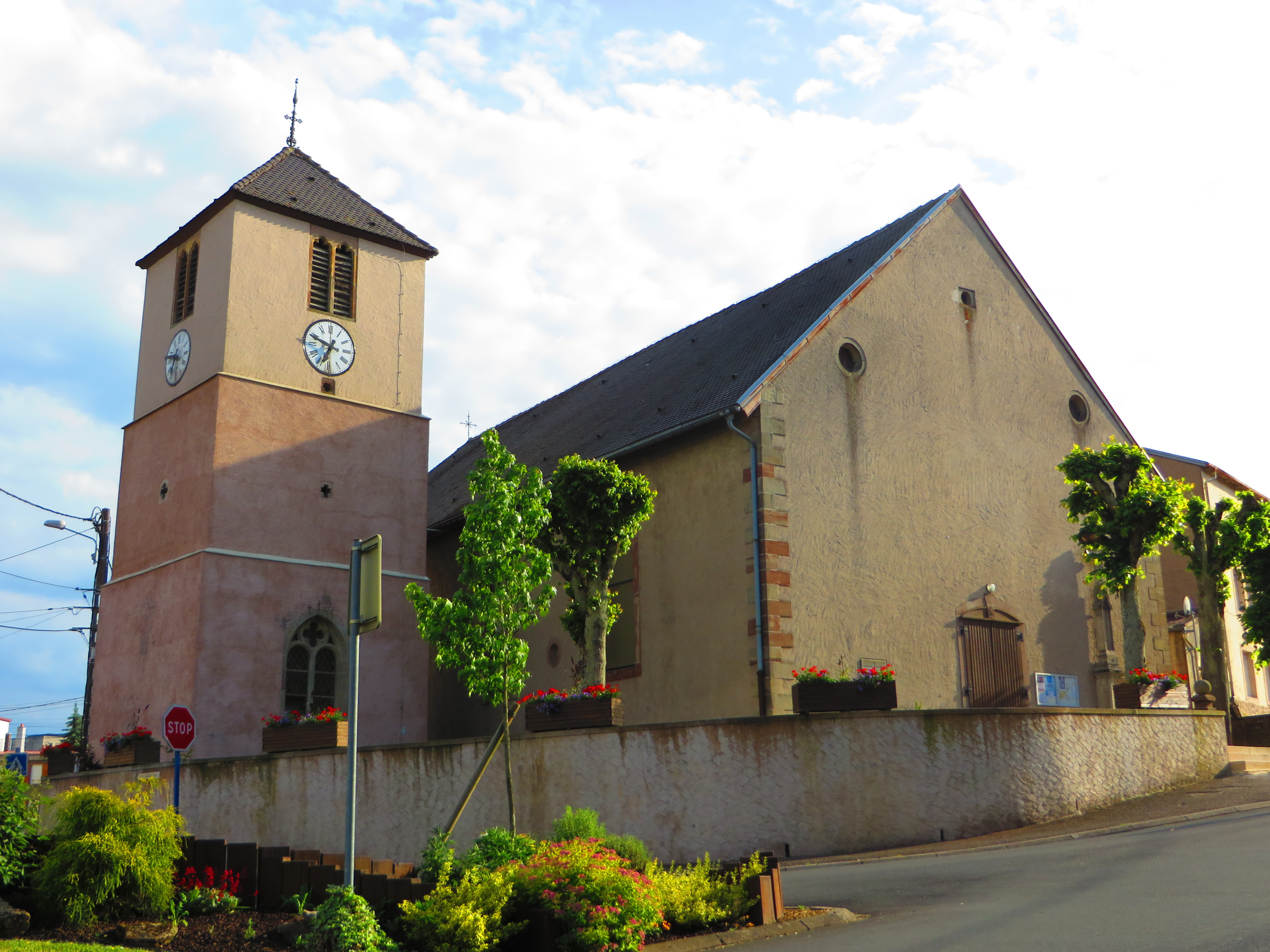
Kirche Saint-Nicolas
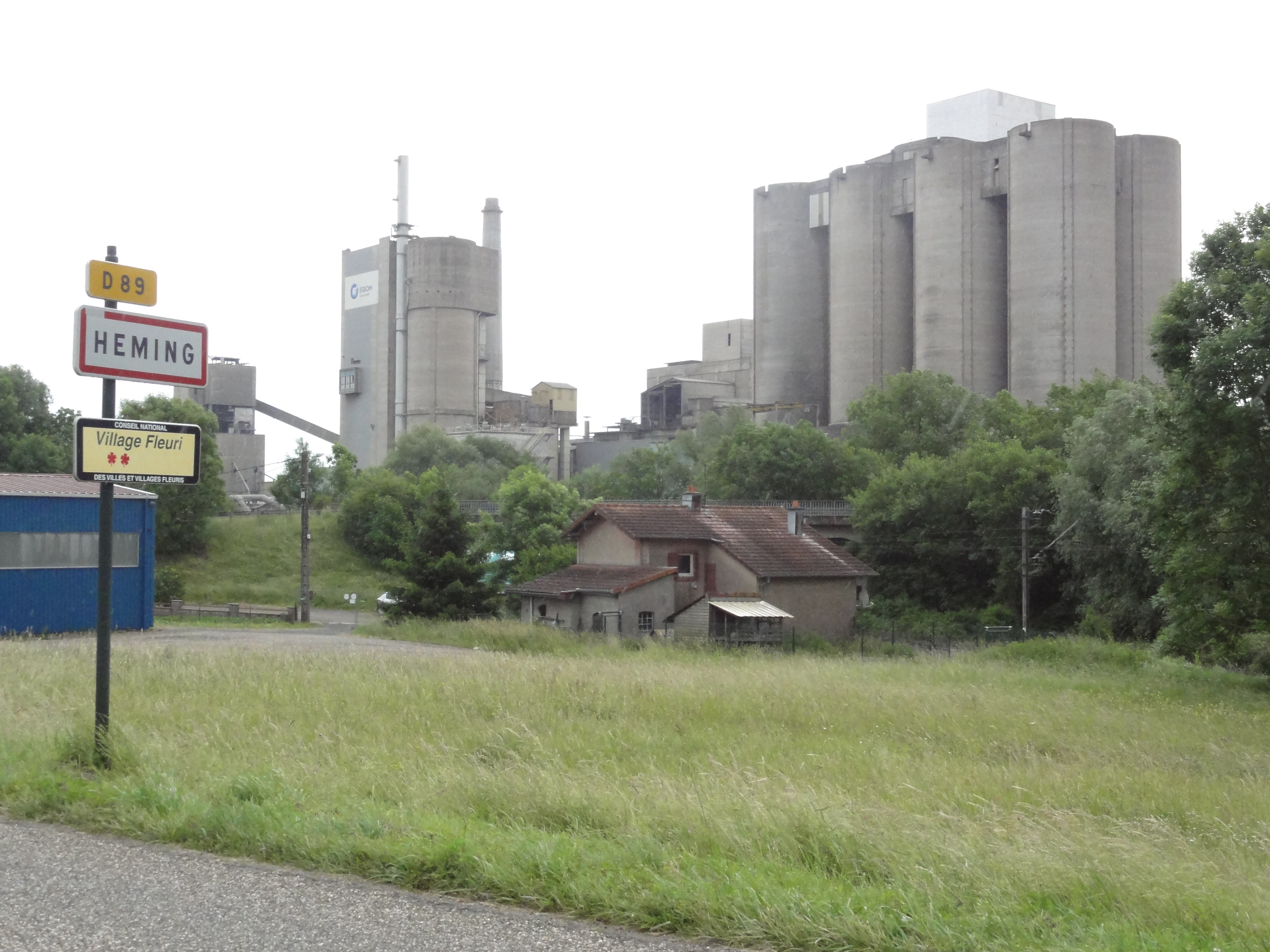
Zementwerk
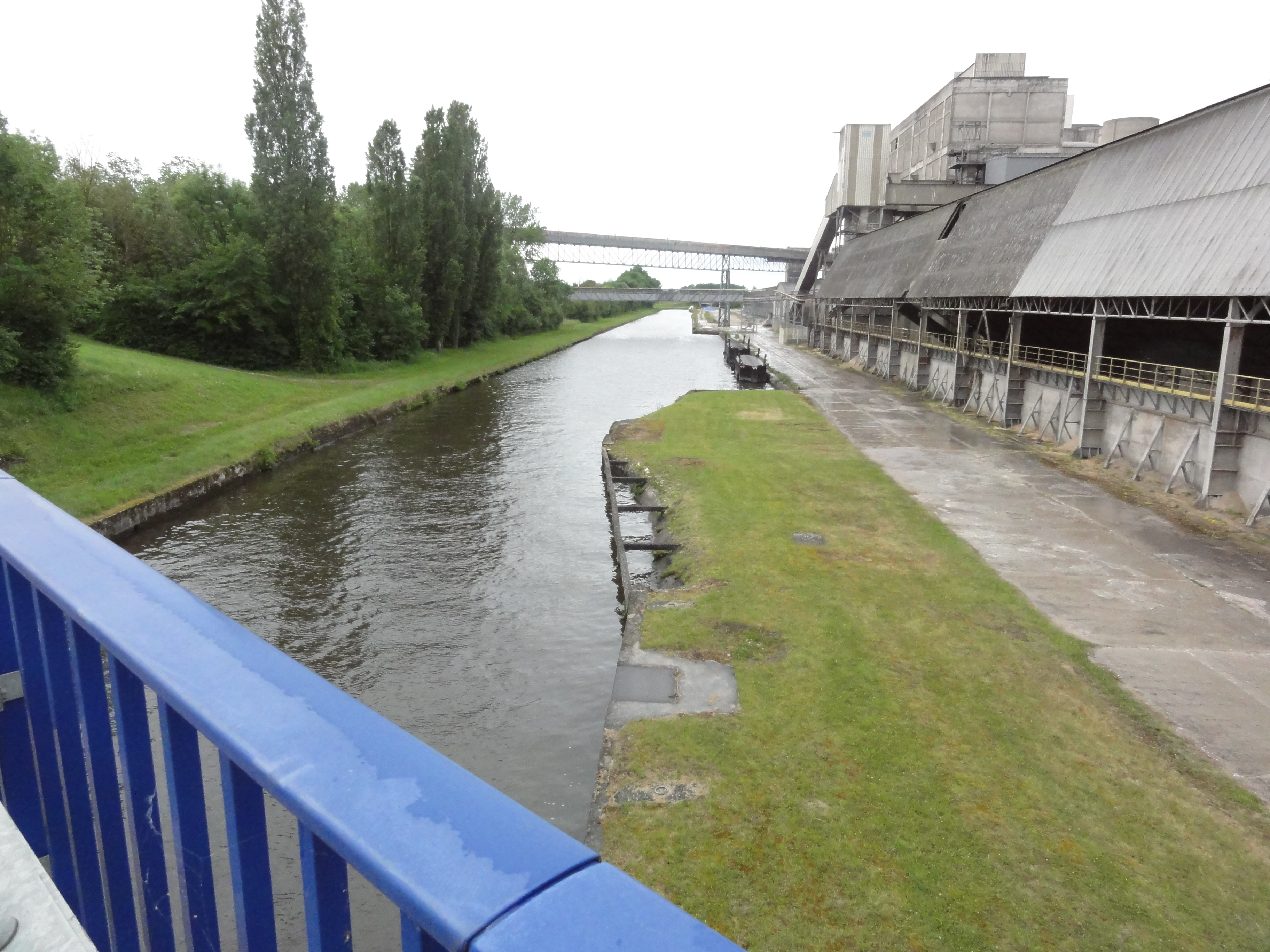
Rhein-Marne-Kanal am Zementwerk
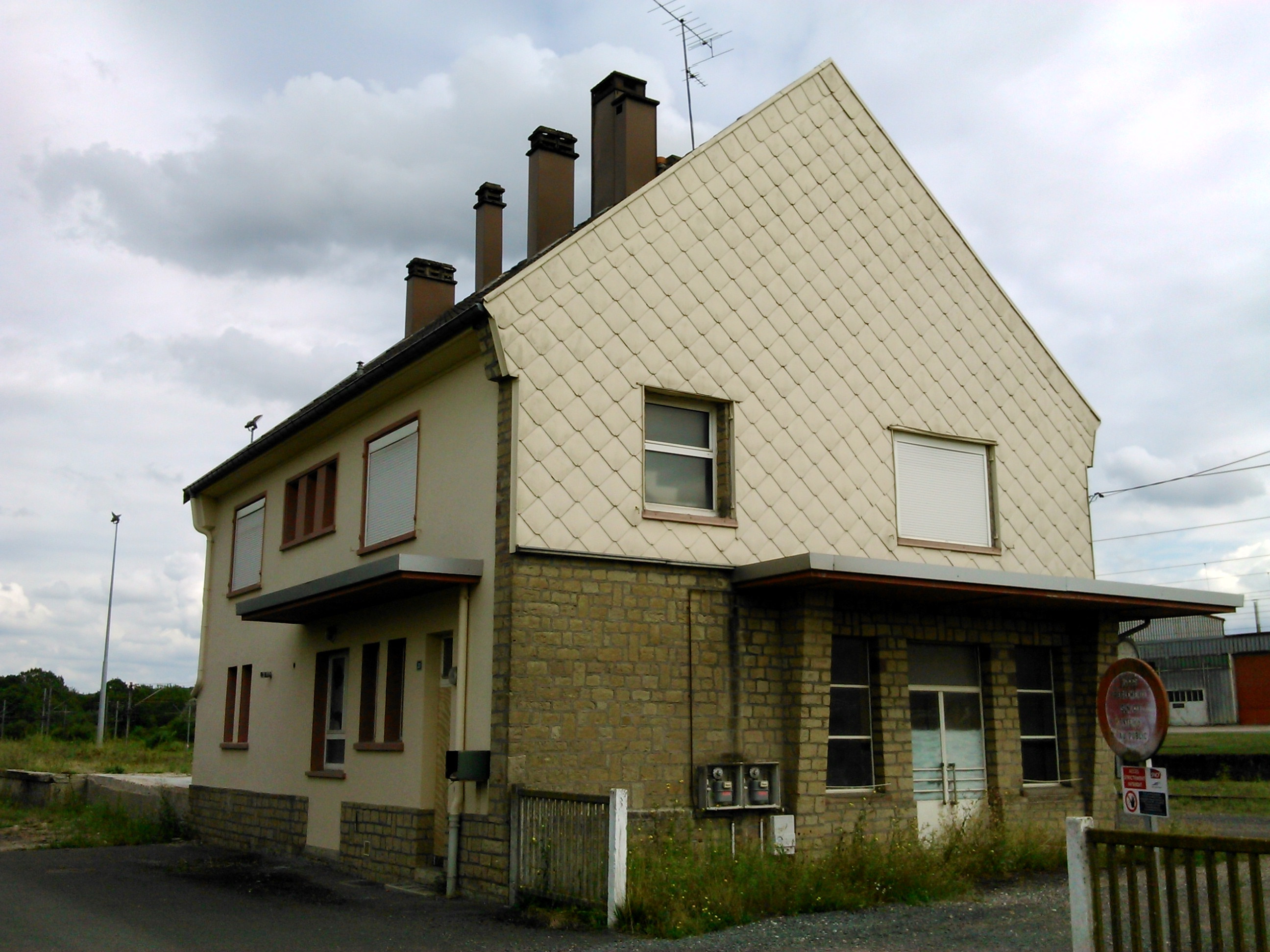
Ehemaliger Bahnhof Héming